# Distretto di Moatize
Il distretto di Moatize è un distretto del Mozambico, facente parte della Provincia di Tete.